# Tetragonodes anopsaria
Tetragonodes anopsaria är en fjärilsart som beskrevs av Achille Guenée 1858. Tetragonodes anopsaria ingår i släktet Tetragonodes och familjen mätare. Inga underarter finns listade i Catalogue of Life.